# Florian Meyer
Florian Meyer, né le 21 novembre 1968 à Brunswick, est un arbitre de football allemand.
Il officie depuis 1996 en Bundesliga, et est arbitre de la FIFA depuis 2002.
Il a arbitré des rencontres internationales, telles que des matches qualificatifs pour la Coupe du monde 2010 ou de Ligue des champions. Il était quatrième arbitre lors de la finale 2007 de la Ligue des champions opposant Milan à Liverpool.